# オスマン・ジ・メネゼス・ヴェナンシオ・ジュニオール
オスマン・ジュニオール（Osman Júnior）ことオスマン・ジ・メネゼス・ヴェナンシオ・ジュニオール（ポルトガル語: Osman de Menezes Venâncio Júnior、1992年10月29日 - ）は、ブラジルのサッカー選手。ポジションはMF。
Kリーグ時代の登録名はオスマン（ハングル: 오스만）。

## クラブ歴
サントスFCの下部組織出身で2012年にオエステFCで選手となった。同年8月12日のカンピオナート・ブラジレイロ・セリエCでサムエウに代わって出場し選手初出場。
出場機会も乏しかったため、コメルシアウ-SPに移籍。 その後もセルトンジーニョFC、CAジュベントスに在籍したが短期間であった。
2015年1月10日にルヴェルデンセECに加入。5月16日にカンピオナート・ブラジレイロ・セリエBでプロ初得点。12月28日にカンピオナート・ブラジレイロ・セリエA所属のアメリカ・ミネイロに1年の期限付き移籍。5月15日にアメリカ・ミネイロで初出場。その後2017年にアソシアソン・シャペコエンセ・ジ・フチボウに期限付き移籍。

## タイトル
アメリカ・ミネイロ
- カンピオナート・ミネイロ: 2016

シャペコエンセ
- カンピオナート・カタリネンセ: 2017